# Tuyến Bartholin
Tuyến Bartholin là hai tuyến kích cỡ hạt đỗ nằm ở bộ phận sau của môi lớn, hai bên trái phải của lối vào âm đạo. Chúng tiết ra chất nhờn để giữ ẩm âm đạo, tương ứng ở đàn ông là tuyến Cowper. Tuy nhiên, trong khi tuyến Bartholin nằm trên mặt ngoài đáy chậu của phụ nữ, tuyến Cowper lại nằm sâu trong đáy chậu của đàn ông. Chiều dài tuyến là 1.5 đến 2 cm và có lỗ thông ra 2 bên cửa âm đạo. Hai ống đối xứng nhau và có lỗ mở ra âm hộ.